# Valdealgorfa
Valdealgorfa es una localidad y municipio español de la provincia de Teruel perteneciente a la comarca del Bajo Aragón, comunidad autónoma de Aragón. Tiene un área de 47,06 km² con una población de 685 habitantes (INE, 2008) y una densidad de 14,56 hab/km².
El Ayuntamiento de Valdealgorfa inauguró en 2017 el Centro Expositivo 'Pardo Sastrón' en cuya primera planta se sitúa el Espacio de Indumentaria, sin duda una pieza importante del bonito puzle que conforma el conjunto de la musealización etnológica en Aragón. Un total de 33 maniquís a los que hay que sumar otras prendas expuestas y que se acompañan de una muestra de documentación antigua desde el siglo XVIII.

## Nombre
Según Miguel Asín Palacios, el nombre de la localidad está relacionado con Algorfa, que procede del árabe al-ġurfa(t) (الغرفة) y se puede traducir como sobrado, desván.

## Geografía

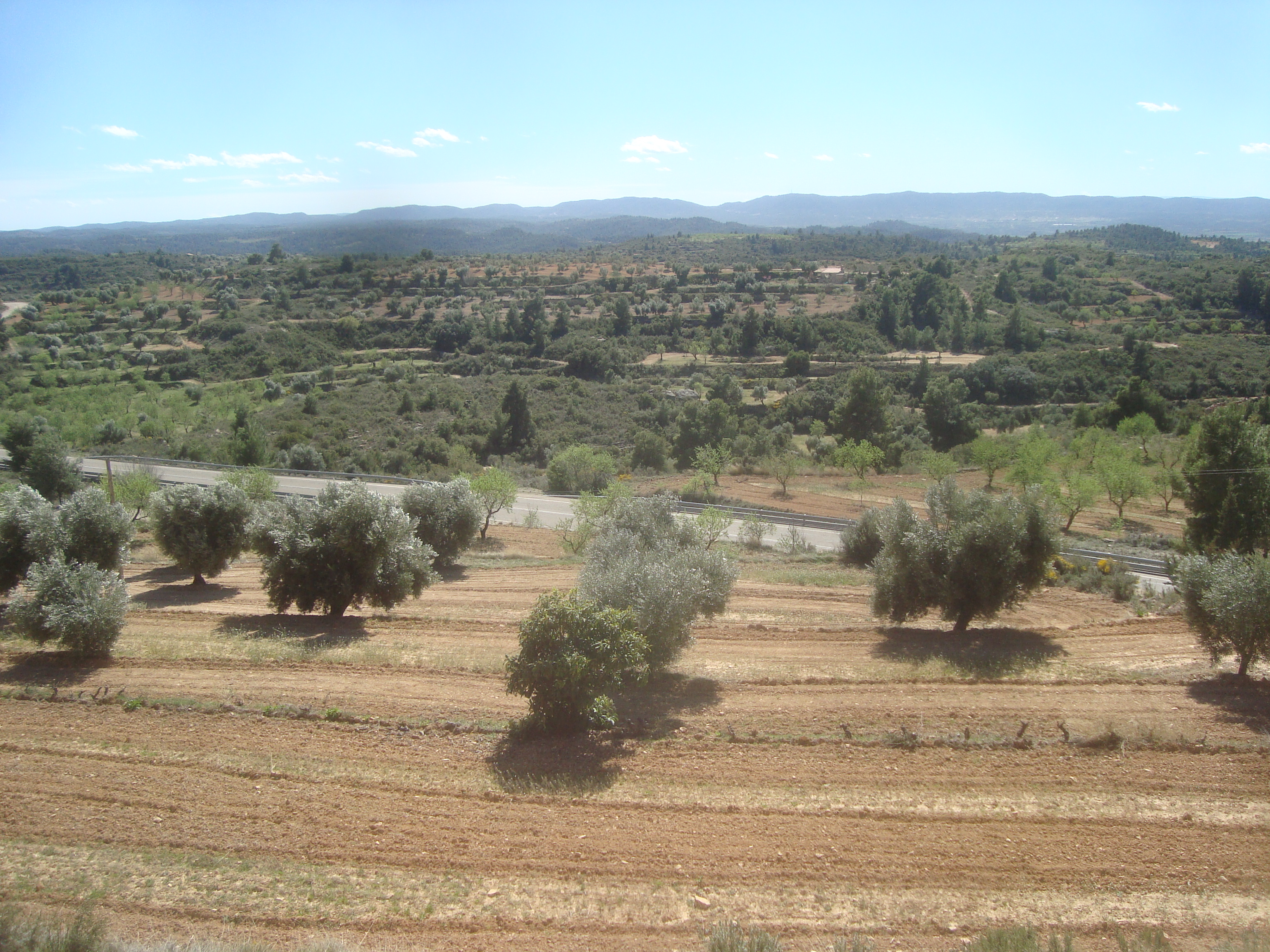
Valdealgorfa, panorámica de los cultivos y del término municipal.

Integrado en la comarca de Bajo Aragón, se sitúa a 161 kilómetros de la capital provincial. El término municipal está atravesado por las carreteras nacionales N-232, entre los pK 120 y 124, y N-420, entre los pK 750 y 757, compartiendo ambas trayecto desde Alcañiz hasta Valdealgorfa. También pasan por el municipio la carretera autonómica A-231, que se dirige a Valjunquera, y una carretera local que permite el acceso al pueblo desde la carretera nacional. 
El relieve del municipio es irregular, definido por altiplanos y numerosos torrentes pertenecientes a la cuenca del Guadalope, en la divisoria con la cuenca del Matarraña. La altitud oscila entre los 625 metros al sur y los 390 metros a orillas del Val de Rodormos, al noroeste. El pueblo se alza a 510 metros sobre el nivel del mar. 
| Noroeste: Alcañiz               | Norte: Alcañiz                           | Noreste: Mazaleón            |
| Oeste: Alcañiz                  |                                          | Este: Mazaleón y Valjunquera |
| Suroeste: Torrecilla de Alcañiz | Sur: Torrecilla de Alcañiz y Valjunquera | Sureste: Valjunquera         |

## Historia
Aunque la historia del actual núcleo habitado parece remontarse a la época islámica, dada la etimología del nombre de la localidad, no sabemos si ya se encontraba ocupado con anterioridad. Si que se han descubierto interesantes yacimientos de época íbera en otras partes del término municipal, como el del Cabezo del Ariñol, en la partida de Las Talayas
Tras la conquista cristiana, a mediados del siglo XII, el conde de Barcelona y príncipe de Aragón, Ramón Berenguer IV, cede amplios territorios al concejo de Alcañiz para su repoblación a través de una carta de población datada en 1157. Dentro de estos territorios se encuentra Valdealgorfa, que queda vinculada a Alcañiz como aldea dependiente. Años más tarde, en 1179, su hijo Alfonso II, cederá Alcañiz y sus aldeas a la Orden de Calatrava. Aunque Valdealgorfa dependía de la encomienda alcañizana, la organización de la vida cotidiana residía en la Cofradía de San Martín y Santa María Magdalena, que luchó por la autonomía de la localidad.
En 1624 Valdealgorfa, junto con Valjunquera y La Codoñera, se desvinculan de Alcañiz a través de una concordia, que es ratificada por Felipe IV en 1629.

### SigloXIX
Así se describe a Valdealgorfa en la página 266 del tomo XV del Diccionario geográfico-estadístico-histórico de España y sus posesiones de Ultramar, obra impulsada por Pascual Madoz a mediados del siglo XIX:

VALDEALGORFA

Villa con ayuntamiento en la provincia de Teruel (33 horas), partido judicial de Alcañiz (3), diócesis y audiencia territorial de Zaragoza (27) y capitanía general de Aragón.
Se halla situada en terreno quebrado y montuoso, gozando de un clima suave, benigno y muy sano.
Se compone de unas 300 casas de mediana construcción, repartidas en diferentes calles rectas y de mediana anchura, y 3 plazas. Hay una escuela de instrucción primaria concurrida por 30 niños, y una enseñanza de niñas; iglesia parroquial situada en medio del pueblo, con una torre muy elevada. En la parte más prominente del pueblo se ve un convento de monjas claras, y extramuros se encuentra el cementerio de moderna construcción.
Confina el término municipal con los de Alcañiz, Torrecilla, Castellserás, Valjunquera y Codoñera, y en él existe una fuente de abundantes aguas, que conducida por una cañería de 450 pies de longitud van a depositarse en un gran pilón de donde se surten los vecinos del pueblo.
El terreno es seco, montuoso y de mediana elevación. Los valles que en él se forman tienen su curso hacia Alcañiz, y las aguas que despiden van a parar al río Guadalope.
Caminos: el principal y casi único por donde pueden transitar carruajes, es el que desde Valdealgorfa va a Alcañiz; los restantes son de herradura. La correspondencia se recibe dos veces en la semana de la capital del partido judicial.
Producciones: la principal es la del aceite; el trigo es excelente en calidad pero poco en cantidad. Antes de la guerra civil se cosechaba en gran cantidad la almendra, pero en la actualidad se recoge poco de este apreciable fruto. Hay algún ganado lanar y cabrío y caza menor en abundancia.
Industria: la principal es la agrícola; hay algunos telares para lienzos ordinarios y cuatro molinos de aceite.
Población: 350 vecinos, 1.400 almas.
Riqueza imponible: 220.775 reales.

El 4 de febrero de 1834 trató de penetrar en esta población el cabecilla Montañés, pero fue rechazado. El 6 de febrero de 1836, fusiló Cabrera al alcalde, por la exactitud con que comunicaba al Gobierno noticias de la posición y fuerzas de los carlistas.

### SigloXX

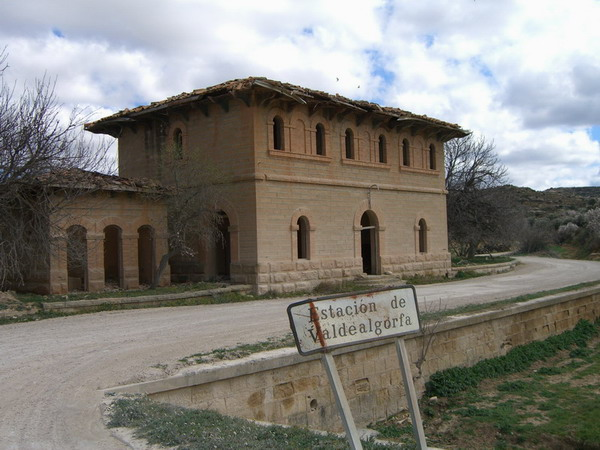
Estación de Valdealgorfa, 2006.

Durante muchos años el municipio llegó a contar con una estación de ferrocarril propia que pertenecía al trazado del ferrocarril del Val de Zafán, inaugurado en su totalidad en 1942. El trazado estaba previsto que llegase hasta San Carlos de la Rápita, en el mar Mediterráneo, pero las vías nunca pasaron de Tortosa. La línea, cuya construcción fue compleja y se alargó durante varias décadas, terminaría siendo clausurada en 1973 debido al escaso tráfico de pasajeros y mercancías que movía. 
En la actualidad el antiguo recinto ferroviario está integrado en el recorrido la vía verde de la Val de Zafán.

## Demografía
Valdealgorfa cuenta con una población de 580 habitantes (INE 2024).
| Gráfica de evolución demográfica de Valdealgorfa entre 1842 y 2021                                                                                                  |
| |
| Población de derecho según los censos de población del INE Población de hecho según los censos de población del INEEn este censo se denominaba Val de Algorfa: 1842 |

## Administración y política
| Período   | Alcalde                   | Partido      |  |
| --------- | ------------------------- | ------------ |  |
| 1979-1983 | Vicente Casanova Albesa   | UCD          |  |
| 1983-1987 | Vicente Casanova Albesa   | AP-PDP-UL    |  |
| 1987-1989 | José Gimeno Fuster        | AP           |  |
| 1989-1991 | Antonio Gracia Callao     | AP           |  |
| 1991-1995 | Jesús F. Belmonte Gil     | PP de Aragón |  |
| 1995-1999 | Mesías Gimeno Fuster      | PP de Aragón |  |
| 1999-2003 | Mesías Gimeno Fuster      | PP de Aragón |  |
| 2003-2007 | Orencio Pueyo Albajez     | PSOE-Aragón  |  |
| 2007-2011 | Orencio Pueyo Albajez     | PSOE         |  |
| 2011-2015 | María Reyes Gimeno Cuella | PP           |  |
| 2015-2019 | María Reyes Gimeno Cuella | PP           |  |
| 2019-2023 | Ángel Antolín Herrero     | PAR          |  |

| Partido político    | Partido político                                                    | 1979   | 1983   | 1987   | 1991   | 1995   | 1999   | 2003   | 2007   | 2011   | 2015   | 2019   |
| Partido político    | Partido político                                                    | Ediles | Ediles | Ediles | Ediles | Ediles | Ediles | Ediles | Ediles | Ediles | Ediles | Ediles |
|                     | Partido Aragonés (PAR)                                              | —      | —      | —      | 0      | 0      | —      | 1      | 1      | 1      | 3      | 4      |
|                     | Partido de los Socialistas de Aragón (PSOE-Aragón)                  | —      | 2      | 1      | 3      | 1      | —      | 2      | 1      | 2      | —      | 3      |
|                     | Partido Popular de Aragón (PP)                                      | —      | 5      | 5      | 4      | 6      | 7      | 4      | 5      | 4      | 4      | —      |
|                     | Unión de Centro Democrático (UCD)-Centro Democrático y Social (CDS) | 7      | —      | 1      | 0      | —      | —      | —      | —      | —      | —      | —      |
| Total de concejales | Total de concejales                                                 | 7      | 7      | 7      | 7      | 7      | 7      | 7      | 7      | 7      | 7      | 7      |

## Cultura

### Fiestas
Las fiestas que se celebran en Valdealgorfa son:
- San Antón: Se celebra el fin de semana más cercano al 17 de enero, la fiesta de San Antón. El viernes por la noche los quintos del año anterior encienden una gran hoguera en la plaza de Pardo Sastrón.
- El choricé: Es el nombre por el que se conoce al Jueves lardero. Es fiesta local y la gente del pueblo suele juntarse en cuadrillas para ir a comer al campo.
- La Rosca: Es el nombre por el que se conoce al Lunes de Pascua, en el que las cuadrillas de amigos van a comer al campo.
- Día de la Ermita: El lunes posterior a Pentecostés, día en que se suelen celebrar las comuniones, coincidiendo con la Pascua Granada, se celebra la romería a la ermita de Santa Bárbara, situada en un cerro, para luego comer en cuadrilla, al aire libre, en las inmediaciones de la ermita.
- Fiestas patronales: Desde el 6 al 11 de septiembre. Están dedicadas a los patrones del pueblo: Nuestra Señora de la Natividad y San Fortunato. El día 6 se celebra el día de interpeñas, el día 7 es la víspera de fiestas, los días 8 y 9 son los patrones (Ntra. Sra. de la Natividad y San Fortunato), el día 10 es de los quintos de ese año y el día 11 está dedicado a los casados.

### Lugares de interés

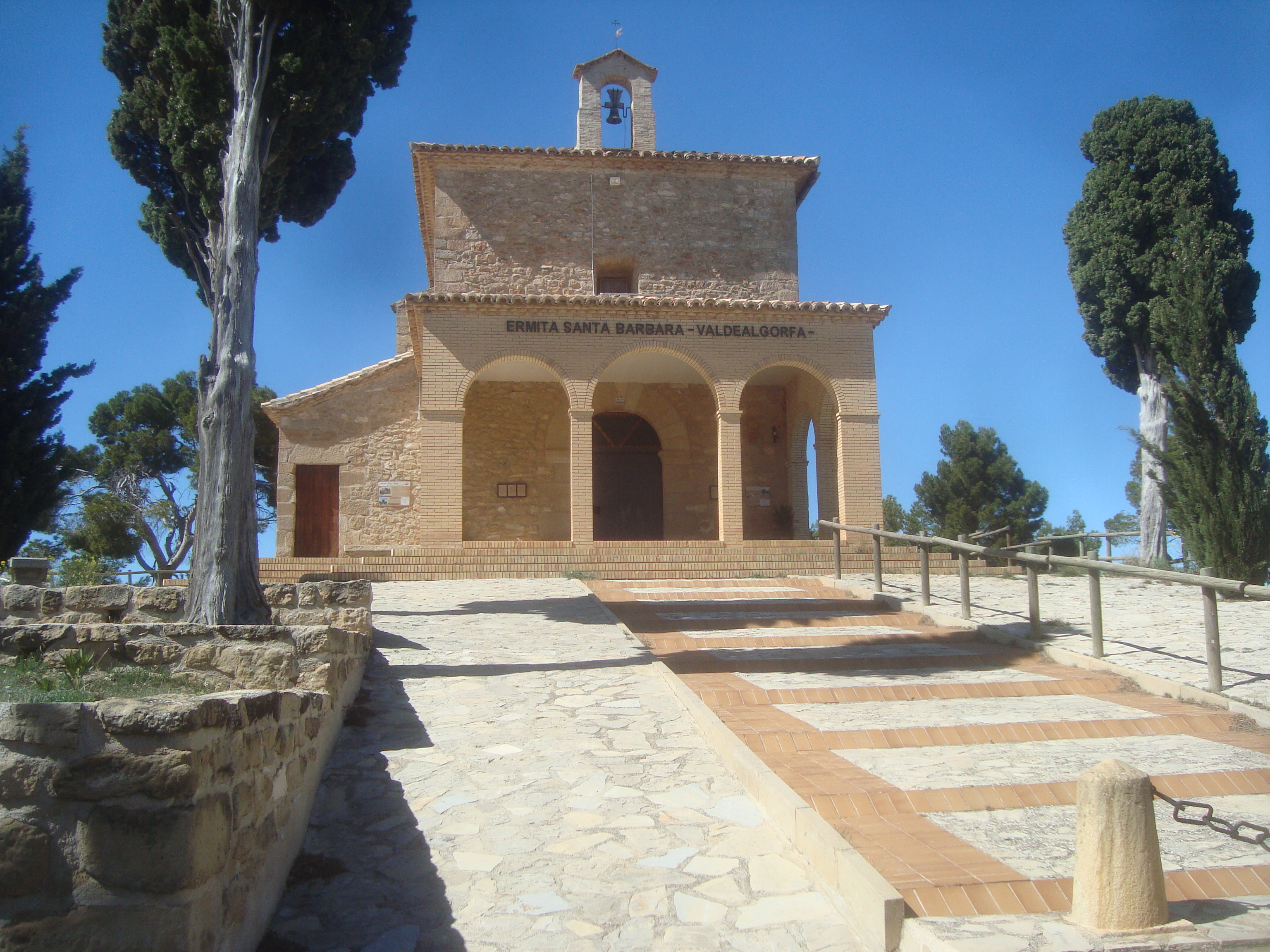
Ermita de Santa Bárbara

- Ermita de Santa BárbaraCasa palacio de Antonio Puig (siglo XVI-XVII). Más tarde del barón de Andilla.
- Casa consistorial. La construcción actual es fruto de la reedificación, en 1601, de la antigua casa de la Cofradía de San Martín y Santa María Magdalena.
- Iglesia de la Natividad de Nuestra Señora (siglo XVIII). En su interior el retablo mayor barroco y el órgano del siglo XVIII.
- Convento de las clarisas (siglo XVII) y el claustro.
- Portales: el portal de Alcañiz, el portal de San Roque, sobre el que se construyó la capilla dedicada a este santo en el siglo XVII, el del Cantón de Marco y el del Perche.
- Ermita de Santa Bárbara (siglo XVII). Está situada sobre un cerro, a unos 2,5 kilómetros de la población,  junto a la carretera N-232.
- Capilla del Buen Suceso. Situada en uno de los extremos de la población. Construida en el siglo XVII, se quemó en 1840 (al final de la primera Guerra Carlista) y no se reedificó hasta finales del siglo XIX
- La Nevera. Es un nevero (siglo XVII) situado en el barranco de las Fuentes, por la carretera que se dirige hacia la antigua estación de ferrocarril.
- Túnel del equinoccio. Túnel de 2,4 km de longitud del antiguo ferrocarril de Val de Zafan. Durante los equinoccios el sol sale exactamente por uno de sus extremos, inundándolo de luz.

### Túnel del equinoccio
En Valdealgorfa se produce un fenómeno natural y arquitectónico singular vinculado con el Túnel del sol o Túnel del equinoccio, una estructura de 2,1 kilómetros de longitud. Aproximadamente durante los equinoccios de primavera y otoño y dependiendo de las condiciones climáticas, por un corto lapso de tiempo, los rayos del sol atraviesan completamente el túnel.
El fenómeno fue identificado en 2003 por José Bonfil, agricultor de Valdealgorfa, quien determinó la alineación del túnel respecto al Norte Geográfico usando una brújula. Esto le permitió calcular los días en que el sol se alinea con el túnel, fenómeno que ha ganado interés, en parte por la difusión en redes sociales.
El túnel es parte de la antigua línea ferroviaria de Val de Zafán, proyectada para conectar el Bajo Aragón con la costa mediterránea. Su construcción se llevó a cabo entre finales del siglo XIX y mediados del siglo XX. A pesar de que la línea ya no se encuentra operativa, el túnel ha emergido como un elemento significativo de interés cultural y turístico para la región.

## Personas destacadas

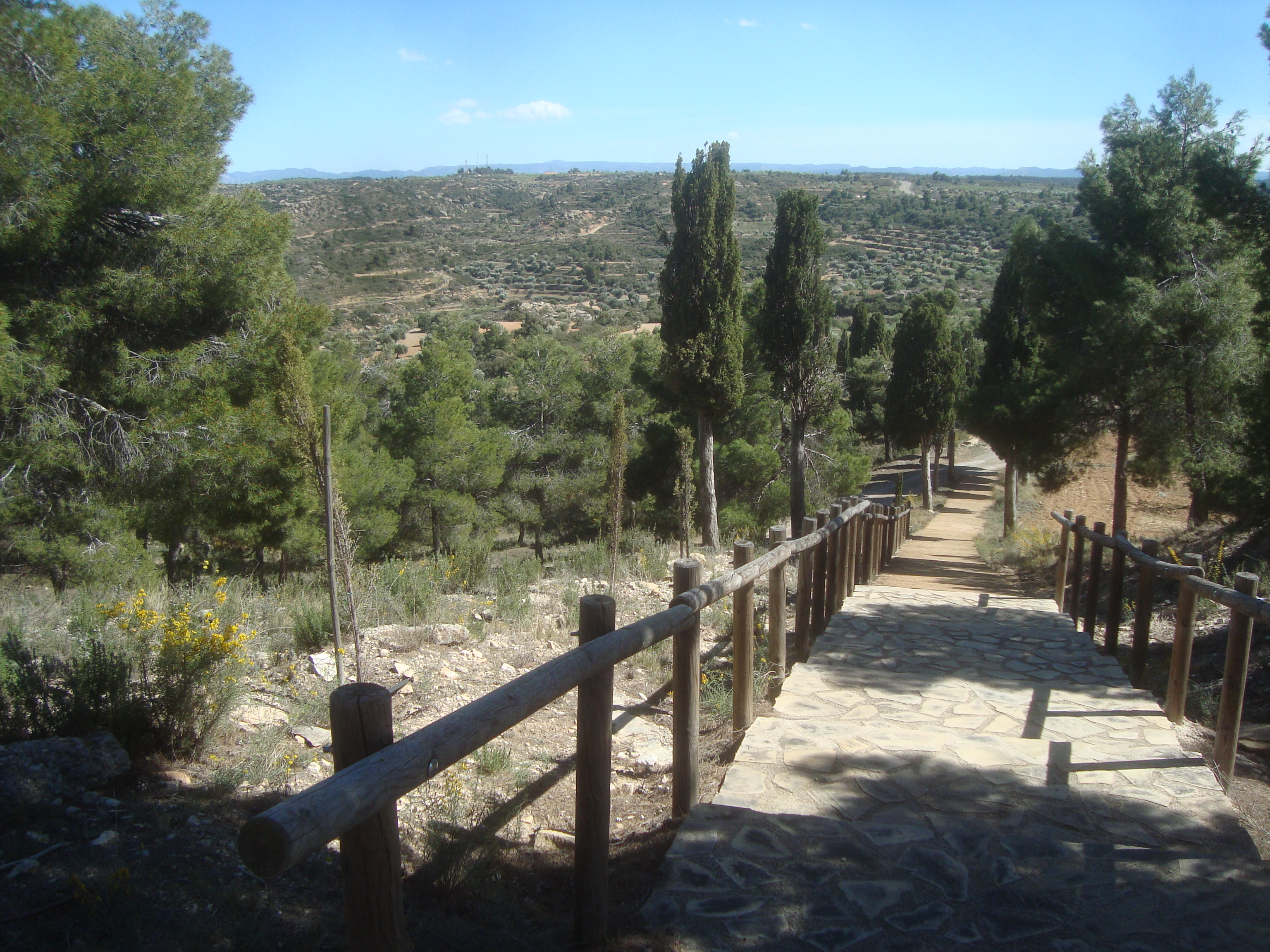
Valdealgorfa, panorámica del término municipal

- Valdealgorfa, panorámica del término municipalGonzalo M. Borrás Gualis, historiador.
- Julián Casanova Ruiz, historiador.
- Valdealgorfa, reloj de Sol de la ermita de Santa Bárbara.José Pardo Sastrón, botánico.

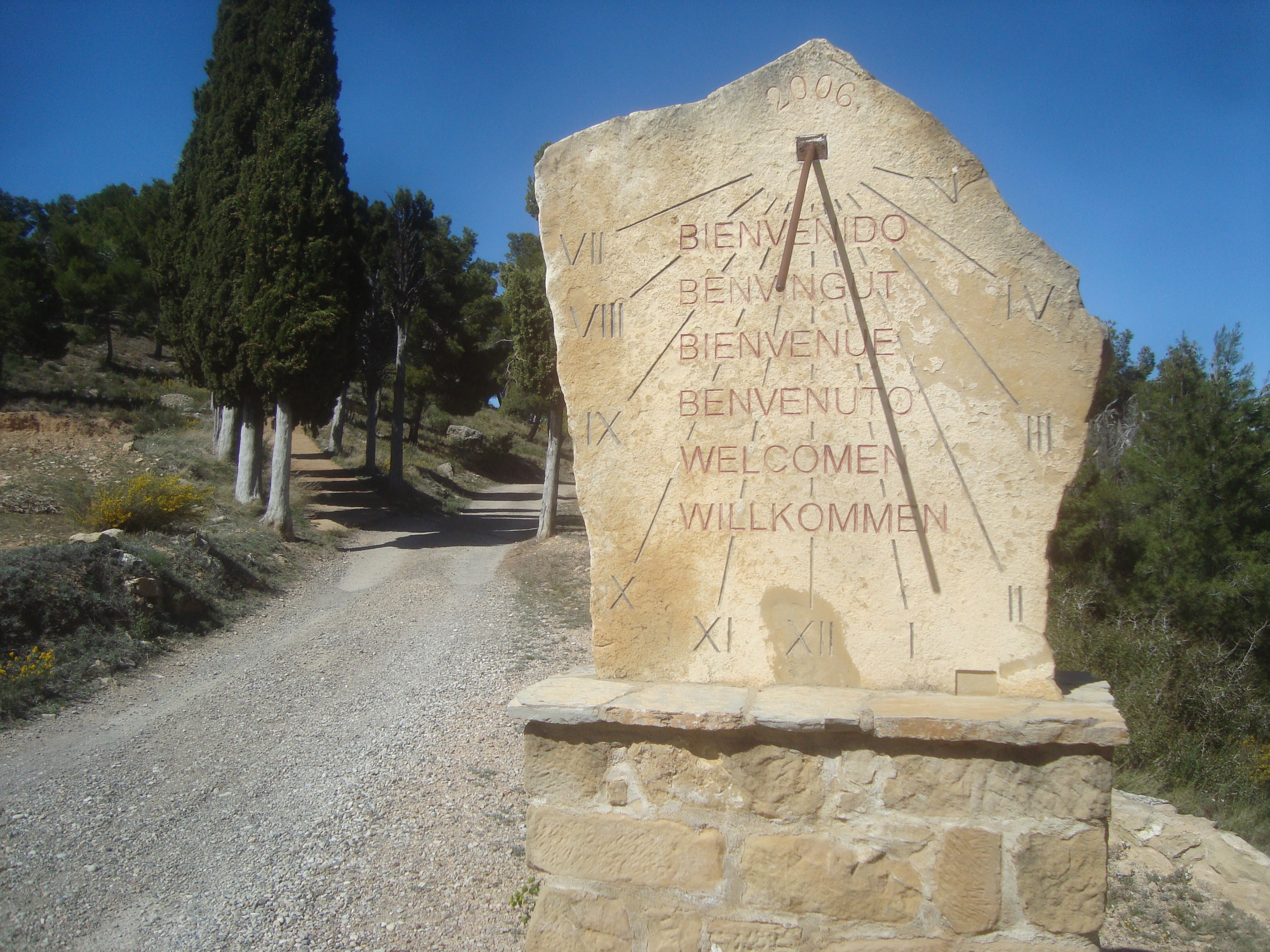
Valdealgorfa, reloj de Sol de la ermita de Santa Bárbara.

- Carlos Estevan Membrado, notario y descubridor de las pinturas rupestres del Charco del Agua Amarga

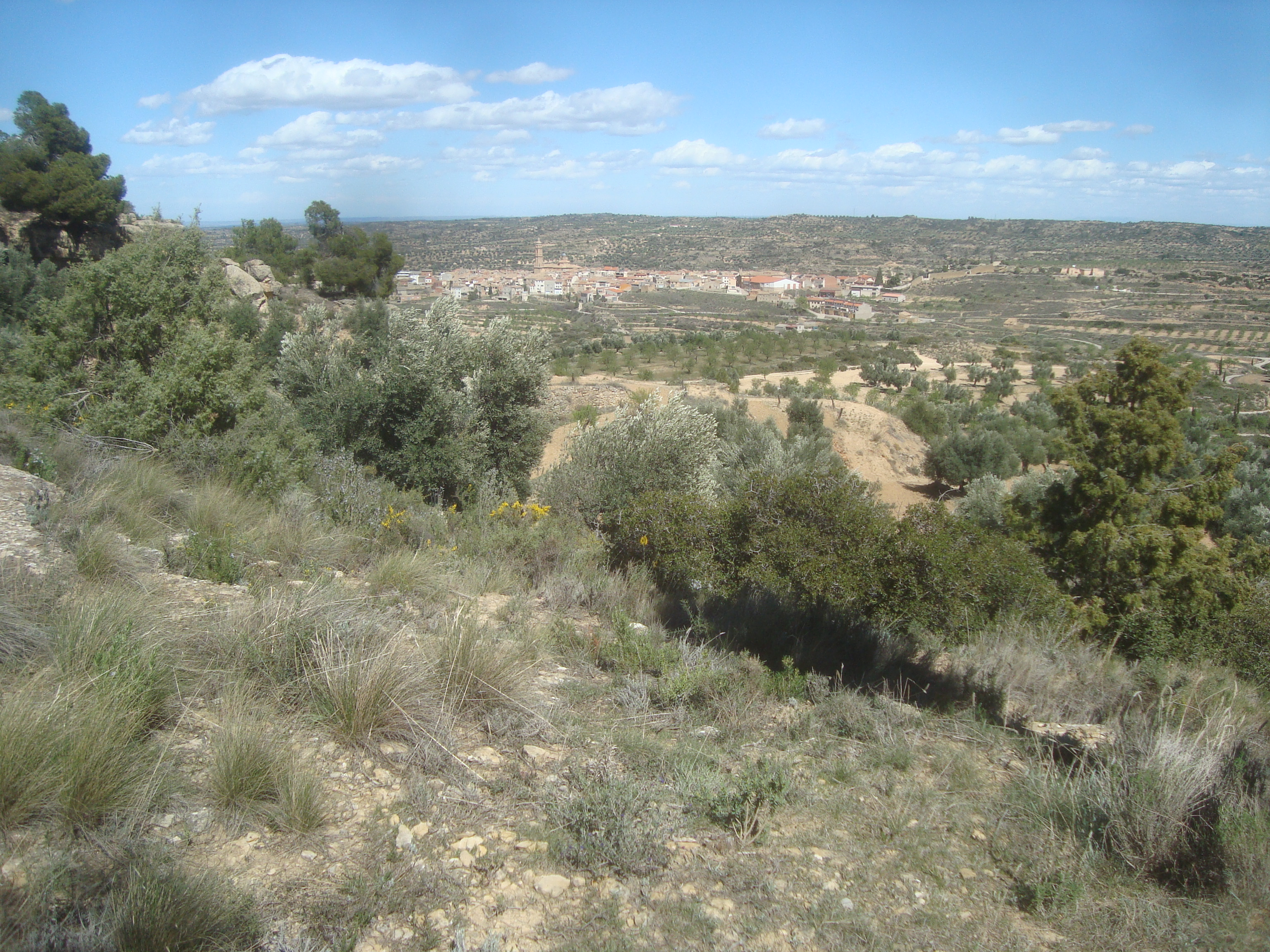
Panorámica del término de Valdealgorfa.

- Marta Belmonte, actriz.